# Zyras masai
Zyras masai – gatunek chrząszcza z rodziny kusakowatych i podrodziny rydzenic.
Gatunek ten opisał po raz pierwszy w 1996 roku Roberto Pace na łamach „Revue suisse de Zoologie”. Jako lokalizację typową wskazano kenijskie Nairobi.
Chrząszcz o wydłużonym w zarysie ciele długości 11 mm. Głowa jest lekko matowa, brązowo ubarwiona, drobno i wyraźnie siateczkowana oraz wyraźnie punktowana. Czułki mają człony pierwszy, drugi, trzeci i jedenasty żółtoczerwonawe, a człony pozostałe rudobrązowe. Rude, nieco zmatowiałe przedplecze i pokrywy są drobno i wyraźnie siateczkowane oraz wyraźnie punktowane. Długość pokryw jest większa niż przedplecza. Kolor odnóży jest rudożółty. Odwłok jest błyszczący, brązowy z rudymi nasadami kolców i drugim z wolnych urotergitów. Środkowa część pierwszego z wolnych urotergitów jest chropowata i wyraźnie siateczkowana.
Owad afrotropikalny, znany wyłącznie z Kenii